# مدرسة تومانيان
مدرسة تومانيان هي مدرسة تاريخية تعود إلى القاجاريون، وتقع في تبريز.